# Diocèse des Landes
Cet article court présente un sujet plus développé dans : Diocèse d'Aire et Dax.
Le diocèse des Landes est un ancien diocèse de l'Église constitutionnelle en France. 
Créé par la constitution civile du clergé de 1790, il est supprimé à la suite du concordat de 1801. Il couvrait le département des Landes. Le siège épiscopal était Dax. Le diocèse actuel est le diocèse d'Aire et Dax.
Jean-Baptiste Pierre Saurine est sacré évêque constitutionnel en 1791.